# Keith Pupart
Keith Pupart (ur. 19 marca 1985 w Kuressaare) – estoński siatkarz, grający na pozycji przyjmującego, reprezentant Estonii.

## Sukcesy klubowe
Liga estońska:
- 2005, 2007, 2008, 2009
- 2006, 2021
- 2003

Puchar Estonii:
- 2004, 2006, 2007

Liga bałtycka:
- 2007, 2008, 2009, 2024[3]
- 2021

Puchar Francji:
- 2012[4]

Liga belgijska:
- 2019

Liga rumuńska:
- 2022[5]

## Sukcesy reprezentacyjne
Liga Europejska:
- 2016

## Nagrody indywidualne
- 2012: Najlepszy siatkarz w Estonii